# Si yo!
Si Yo! es el segundo demo de la banda argentina de punk rock Bulldog.

## Descripción
Algunos de las canciones de este álbum con el tiempo se convirtieron en los temas más pedidos por el público en los shows como "algún día" o "falsa identidad".
Cabe destacar que la canción "falsa identidad" fue versionada y popularizada por Ricky Espinosa.

## Lista de temas
- Si yo
- Ser así
- Violadores
- Esto es la guerra
- Me hablaron de vos (Sospechosa)
- Falsa identidad
- Entre el cielo y el infierno
- Perros chakales
- Algún día